# Manitowoc County
Manitowoc County är ett administrativt område i östra delen av delstaten Wisconsin, USA. År 2010 hade countyt 81 442 invånare. Den administrativa huvudorten (county seat) är Manitowoc. Countyt är beläget omedelbart intill Lake Michigan.

## Geografi
Enligt United States Census Bureau har countyt en total area på 3 869 km². 1 532 km² av den arean är land och 2 337 km² är vatten.

### Angränsande countyn
- Brown County - nordväst
- Kewaunee County - nordost
- Sheboygan County - syd
- Calumet County - väst

### Större orter
- Manitowoc med cirka 34 000 invånare
- Two Rivers - 13 000
- Kiel - 3 500